# Евсякова, Таисия Михайловна
Таисия Михайловна Евсякова (24 января 1933 — 13 декабря 2018) — передовик советской лёгкой промышленности, вязальщица Ленинградского производственного трикотажного объединения «Красное Знамя» Министерства текстильной промышленности РСФСР, полный кавалер ордена Трудовой Славы (1984).

## Биография
Родилась в 1933 году в деревне Большие Ровни Струго-Красненского района Псковской области в русской рабочей семье. Родители трудились на железной дороге. Завершила обучение в седьмом классе школы и в 16 лет уехала в город Ленинград. Трудоустроилась в основовязальный цех объединения "Красное Знамя". За месяц освоила профессию, и приступила работать самостоятельно в три смены. Одна из первых кто одновременно начал работать на нескольких машинах. Сначала на трёх, а затем и восемь. О ней заговорили как об одной из лучших работниц цеха. сменные задания постоянно перевыполняла, выпускала трикотажное полотно очень высокого качества. В десятой пятилетки выполнила шесть годовых норм.     
Указом Президиума Верховного Совета СССР от 21 апреля 1975 года была награждена орденом Трудовой Славы III степени. 
Указом Президиума Верховного Совета СССР от 30 апреля 1980 года была награждена орденом Трудовой Славы II степени. 
Ежегодно показатели эффективности её труда только росли. Она стала инициатором прогрессивных бригадных форм организации и стимулирования труда.  
Указом Президиума Верховного Совета СССР от 2 июля 1984 года за успехи, достигнутые при выполнении плана и социалистических обязательств, за разработку и внедрения новых технологий и личный вклад в производство товаров первой необходимости была награждена орденом Трудовой Славы I степени. Стала полным кавалером Ордена Трудовой Славы.
Проживала в городе Санкт-Петербурге. Умерла 13 декабря 2018 года.

## Награды и звания
- Орден Трудовой Славы I степени (02.07.1984);
- Орден Трудовой Славы II степени (30.04.1980);
- Орден Трудовой Славы III степени (21.04.1975);
- медалями.